# Chemmumiahpet
Chemmumiahpet è una suddivisione dell'India, classificata come census town, di 31.416 abitanti, situata nel distretto di Kadapa, nello stato federato dell'Andhra Pradesh. In base al numero di abitanti la città rientra nella classe III (da 20.000 a 49.999 persone).

## Società

### Evoluzione demografica
Al censimento del 2001 la popolazione di Chemmumiahpet assommava a 31.416 persone, delle quali 15.993 maschi e 15.423 femmine. I bambini di età inferiore o uguale ai sei anni assommavano a 3.808, dei quali 1.918 maschi e 1.890 femmine. Infine, coloro che erano in grado di saper almeno leggere e scrivere erano 20.311, dei quali 11.724 maschi e 8.587 femmine.